# 마이클 맥밀리언
마이클 맥밀리언(Michael McMillian, 1978년 10월 21일 ~ )은 미국의 배우이다.

## 출연 작품
- 맨 라츠 프롬 더 헤드 (2016)
- 더 타이거 헌터 (2016)
- 데스 콜 (2013)
- 뷰티 앤 더 브리프케이스 (2010)
- 이매진 댓 (2009)
- 스몰 타운 뉴스 (2008)
- 딤플스 (2008)
- 트루 블러드 (2008)
- 힐즈 아이즈 2 (2007)
- 세이브드 (2006)
- 마샤 포터 겟츠 어 라이프 (2005)
- 도리언 블루스 (2004)